# ترجمه به کمک رایانه
ترجمه به کمک رایانه یا CAT یک شکل ترجمه زبان است که در آن مترجم انسان، از نرم‌افزارهای رایانه‌ای برای حمایت و تسهیل فرایند ترجمه، استفاده می‌کند.
ترجمه به کمک رایانه گاهی به نام به کمک ماشین، یا به وسیله ماشین، ترجمه می‌شود (نباید با ترجمه ماشینی اشتباه گرفته شود).

## بازنگری
سیستم‌های ترجمه خودکار که امروزه در دسترس هستند، قادر به تولید ترجمه غیر مسلح با کیفیت بالا نیستند: خروجی آن‌ها باید توسط انسان برای اصلاح اشتباهات و بهبود کیفیت ترجمه، ویرایش شود. ترجمه به کمک رایانه (CAT) شامل مرحله ویرایش کتابچه نرم‌افزار به کمک راهنمایی کاربر است که به یک فرایند تعاملی میان انسان و رایانه‌در ترجمه منجر می‌شود.
برخی از راه حل‌های پیشرفته ترجمه به کمک رایانه شامل کنترل ترجمه ماشینی (MT) است. ماژول‌های ترجمه ماشینی (MT) که دارای قیمت بالاتری می‌باشند، به‌طور کلی مجموعه‌ای از ابزارهای در دسترس ترجمه که ممکن است شامل ویژگی‌های مدیریت اصطلاحات و سایر ابزارهای مختلف زبانی و برنامه‌های کمکی باشند را ارائه می‌کنند. لغت‌نامه دقیق سفارشی شده توسط کاربر بر اساس واژگان صحیح، به‌طور قابل توجهی دقت ترجمه ماشینی (MT) را بهبود می‌بخشد و در نتیجه، هدف آن افزایش بهره‌وری کل فرایند ترجمه است.

## محدوده ابزار
ترجمه به کمک رایانه یک اصطلاح گسترده و مبهم است که طیف وسیعی از ابزار، از نسبتاً ساده به پیچیده را پوشش می‌دهد. این می‌تواند شامل موارد زیر باشد:
- غلط‌یابهای املایی، یا داخل نرم‌افزار پردازش کلمه ساخته شده‌است، یا در برنامه اضافه می‌شود.
- غلط‌یابهای دستور زبانی، دوباره یا داخل نرم‌افزار پردازش کلمه ساخته شده‌است یا در برنامه اضافه می‌شود.
- مدیریت‌کننده‌های اصطلاحات، که به مترجم اجازه می‌دهد تا بانک واژگان خود را در فرم الکترونیکی مدیریت کند. این می‌تواند محدوده‌ای از جدول ساده ایجاد شده توسط نرم‌افزار مترجم کلمه، یا گسترده‌ای از یک پایگاه داده ایجاد شده در برنامه از جمله فایل‌میکر یا دیگر برنامه‌های قدرتمند (و گران‌تر) باشد که در بسته‌های نرم‌افزار تخصصی مانند: SDL MultiTerm ,LogiTerm ,Termex و غیره، کاربرد دارد.
- واژه‌نامه‌های الکترونیک، یا تک زبانه‌اند یا دو زبانه.
- پایگاه داده‌های اصطلاحات، یا در رایانه میزبان یا قابل دسترس از طریق اینترنت می‌باشند. از قبیل TERMIUM Plus یا فرهنگ لغت‌های بزرگ وابسته به اصطلاحات نظام زبانی فرانسه.
- ابزار جستجوی متن کامل (یا نمایه سازان)، که اجازه می‌دهد تا کاربر در متون ترجمه شده یا انواع مختلف اسناد مرجع، جستجو کند. برخی از این نمایه سازان نرم‌افزار جستجو ISYS , dtSearch دسکتاپ و طبیعت، می‌باشند.
- نرم‌افزارهای تطبیق دهنده: برنامه‌هایی هستند که بازیابی نمونه از یک کلمه یا یک عبارت و زمینه‌های مربوط خود را در یک پیکره تک زبانه، دو زبانه یا چند زبانه، انجام می‌دهند از جمله یک bitext یا یک حافظه ترجمه.
- همتراز کننده‌های Bitext: ابزاری که اجازه می‌دهد پس از ترجمه با استفاده از یک نرم‌افزار جستجو کننده یا تطبیق دهنده عمل تجزیه و تحلیل را انجام داد.
- نرم‌افزار مدیریت پروژه که اجازه می‌دهد تا زبان شناسان ساختار پیچیده پروژه‌های ترجمه را تعیین وظیفه کنند و به افراد مختلف توانایی پیگیری پیشرفت هر یک از این وظایف را بدهند.
- ابزار حافظه ترجمه (ابزار TM) متشکل از یک پایگاه داده از بخش‌های متن در زبان مبدأ و ترجمه آن‌ها در یک یا چند زبان هدف.